# Liliane Perrin
Liliane Perrin (* 1940 als Hélène Perrin in Aigle, Kanton Waadt; † 30. November 1995) war eine Schweizer Journalistin und Schriftstellerin. Bekannt wurde sie als Autorin von drei Romanen, die 2006 neu aufgelegt wurden.

## Leben
Liliane Perrin wuchs in Villars-sur-Ollon auf. Sie absolvierte im dortigen Hotel Palace eine Ausbildung zur Telefonistin und arbeitete danach als solche in einem Pariser Hotel. Ab 1966 war sie als Journalistin für Radio-Lausanne tätig. Von der Presse wurde sie nach der Veröffentlichung von zwei Romanen im renommierten Verlag Gallimard als «Sagan suisse» bezeichnet.

## Auszeichnungen
- 1995: Prix Genève-Montréal

## Werke
- als Hélène Perrin: La Fille du pasteur. Roman. Gallimard, Paris 1965; Neuausgabe 2006, ISBN 978-2-88340-161-7.
- als Hélène Perrin: La Route étroite. Roman. Gallimard, Paris 1967; Neuausgabe 2006, ISBN 978-2-88340-162-4.
- L’Album privé du Général Guisan. Mit Vorwort von Jean-Pascal Delamuraz. Favre, Lausanne 1986.
  - Familienalbum von General Guisan. Panorama, Altstätten 1987, ISBN 3-907506-08-1.
- Micro en main. Vingt ans de Radio romande dans les couloirs et sur les ondes. Éditions 24 heures, Lausanne 1989.
- Un Marié sans importance. Roman. Metropolis, Genf 1993; Neuausgabe ebd. 2006, ISBN 978-2-88340-163-1.